# Baucau (gemeente)
Baucau (in het Tetun: Baukau) is een gemeente in Oost-Timor, gelegen aan de noordkust van het land. De hoofdstad is het gelijknamige Baucau. In het gemeente leven 123.203 inwoners (2015). Behalve Portugees en Tetun spreekt een groot deel van de bevolking Makasae. Ook worden er dialecten van het Kawaimina gesproken. Naast katholieken wonen in het gemeente ook moslims. Nabij de stad Baucau ligt Cakung Airport, dat tot voor de onafhankelijkheid het grootste vliegveld van het land was. Omdat het nationale vliegveld Nicolau Lobato International Airport in Dili een korte landingsbaan heeft, moeten grote vliegtuigen van Cakung Airport gebruikmaken.
Baucau is een belangrijk agrarisch gebied. Het gemeente levert behalve rijst en maïs, onder andere ook bonen, kopra en maniok. Door een slechte infrastructuur en een falend elektriciteitsnetwerk wordt echter de ontwikkeling van kleine boerenbedrijven geremd.

## Bevolking
Volgens een telling uit 2015 telt het gemeente Baucau 123.203 inwoners en 12.050 huishoudens. Gemiddeld bestaat een huishouden uit 5,4 personen. De geletterdheid bedraagt 86%. 
Ongeveer 39% van de bevolking is jonger dan 15, terwijl 11% van de bevolking 60 jaar of ouder is. De gemiddelde leeftijd van de bevolking bedraagt 19,5 jaar. In 2015 bedraagt het  gemiddeld kindertal per vrouw zo’n 4,7 kinderen, een fikse daling vergeleken met 6,9 kinderen per vrouw in 2004.